# Férfi egyéni műkorcsolya az 1968. évi téli olimpiai játékokon
Az 1968. évi téli olimpiai játékokon a műkorcsolya férfi egyéni versenyszámát február 14. és 16. között rendezték. Az aranyérmet az osztrák Wolfgang Schwarz nyerte. A Magyarországot képviselő Ébert Jenő a 19. helyen végzett.

## Eredmények
Kilenc bíró pontozta a versenyzőket. A pontok alapján a bírók mindegyikénél külön-külön kialakult egy sorrend, az egyes szakaszokban (kötelező elemek, kűr) és az összesítésnél is, ez egy helyezési pontszámot is jelentett. Az egyes szakaszok, valamint az összesítés eredménye a következő kritériumok alapján alakult ki:
1. „Többségi helyezések száma”. Az a versenyző végzett előrébb, akit a bírók többsége előrébb rangsorolt. A bírók többsége azt jelentette, hogy a legjobb 5 helyezést adó bíró helyezési pontszámait vették figyelembe, de ha az 5. bíró helyezésével még volt azonos helyezés, akkor az(oka)t is figyelembe vették. Ezt az adatot tartalmazza az oszlop. (Pl. a „6×3+” azt jelenti, hogy a versenyző 6 bírónál az első 3 hely valamelyikén végzett.)
2. „Többségi helyezések összege” (a figyelembe vett bírók helyezési pontszámainak összege)
3. „Helyezések összege” (az összes bíró helyezési pontszámainak összege)
4. „Pont” (az összes bíró által adott összpontszám)
5. A kötelező elemek pontszáma

### Kötelező elemek
A kötelező programot február 14.-én rendezték. A pontszám az első figura pontszámának négyszeresének, a 2., 3. figura pontszámának ötszörösének, és a 4., 5. figura pontszámának hatszorosának összege.
| Hely. | Versenyző            | Nemzet                 | Többségi helyezések száma | Többségi helyezések összege | Helyezések összege | Pont   |
| ----- | -------------------- | ---------------------- | ------------------------- | --------------------------- | ------------------ | ------ |
| 1.    | Wolfgang Schwarz     | Ausztria (AUT)         | 6×2+                      | 7,5                         | 16,5               | 1006,6 |
| 2.    | Tim Wood             | Egyesült Államok (USA) | 6×2+                      | 8,0                         | 21,0               | 992,4  |
| 3.    | Patrick Péra         | Franciaország (FRA)    | 5×2+                      | 9,5                         | 22,5               | 990,5  |
| 4.    | Emmerich Danzer      | Ausztria (AUT)         | 8×4+                      | 27,0                        | 31,5               | 974,6  |
| 5.    | Ondrej Nepela        | Csehszlovákia (TCH)    | 5×6+                      | 26,0                        | 65,0               | 924,4  |
| 6.    | Gary Visconti        | Egyesült Államok (USA) | 5×7+                      | 29,0                        | 65,0               | 922,1  |
| 7.    | Peter Krick          | NSZK (FRG)             | 6×8+                      | 31,0                        | 68,0               | 920,3  |
| 8.    | John Misha Petkevich | Egyesült Államok (USA) | 5×8+                      | 31,0                        | 73,0               | 911,2  |
| 9.    | Jay Humphry          | Kanada (CAN)           | 5×8+                      | 33,0                        | 73,0               | 914,8  |
| 10.   | Günter Zöller        | NDK (GDR)              | 5×8+                      | 37,0                        | 82,0               | 906,1  |
| 11.   | Szergej Csetveruhin  | Szovjetunió (URS)      | 5×11+                     | 46,5                        | 98,5               | 889,4  |
| 12.   | Giordano Abbondati   | Olaszország (ITA)      | 6×12+                     | 60,0                        | 100,0              | 887,1  |
| 13.   | Marián Filc          | Csehszlovákia (TCH)    | 5×12+                     | 55,5                        | 108,5              | 879,6  |
| 14.   | Philippe Pelissier   | Franciaország (FRA)    | 6×14+                     | 78,5                        | 126,5              | 861,9  |
| 15.   | Michael Williams     | Nagy-Britannia (GBR)   | 6×16+                     | 92,0                        | 146,5              | 837,8  |
| 16.   | Szergej Volkov       | Szovjetunió (URS)      | 5×16+                     | 77,0                        | 163,5              | 824,0  |
| 17.   | Ébert Jenő           | Magyarország (HUN)     | 6×17+                     | 96,0                        | 150,0              | 831,2  |
| 18.   | Jacques Mrozek       | Franciaország (FRA)    | 7×19+                     | 126,0                       | 167,0              | 817,9  |
| 19.   | Haig Oundjian        | Nagy-Britannia (GBR)   | 6×20+                     | 116,5                       | 184,5              | 805,7  |
| 20.   | Günter Anderl        | Ausztria (AUT)         | 5×20+                     | 92,5                        | 183,0              | 799,3  |
| 21.   | David McGillivray    | Kanada (CAN)           | 5×21+                     | 85,0                        | 181,0              | 808,4  |
| 22.   | Steve Hutchinson     | Kanada (CAN)           | 5×21+                     | 94,0                        | 182,5              | 807,2  |
| 23.   | Higucsi Jutaka       | Japán (JPN)            | 7×23+                     | 145,5                       | 193,5              | 799,9  |
| 24.   | Higucsi Jutaka       | Japán (JPN)            | 7×23+                     | 108,5                       | 202,5              | 788,8  |
| 25.   | Jürgen Eberwein      | NSZK (FRG)             | 9×25+                     | 220,0                       | 220,0              | 756,7  |
| 26.   | Jan Hoffmann         | NDK (GDR)              | 5×26+                     | 130,0                       | 240,0              | 707,9  |
| 27.   | Thomas Callerud      | Svédország (SWE)       | 8×27+                     | 214,0                       | 242,0              | 695,3  |
| 28.   | I Kvangjong          | Dél-Korea (KOR)        | 9×28+                     | 247,0                       | 247,0              | 675,2  |

### Kűr
A kűrt február 16-án rendezték. A pontszám a bírók által adott pontok 8,6-szorosa.
| Hely. | Versenyző            | Nemzet                 | Többségi helyezések száma | Többségi helyezések összege | Helyezések összege | Pont  |
| ----- | -------------------- | ---------------------- | ------------------------- | --------------------------- | ------------------ | ----- |
| 1.    | Emmerich Danzer      | Ausztria (AUT)         | 7×3+                      | 14,0                        | 23,0               | 898,4 |
| 2.    | Wolfgang Schwarz     | Ausztria (AUT)         | 7×3+                      | 14,0                        | 26,0               | 897,5 |
| 3.    | Tim Wood             | Egyesült Államok (USA) | 7×3+                      | 16,0                        | 25,0               | 899,2 |
| 4.    | John Misha Petkevich | Egyesült Államok (USA) | 8×5+                      | 29,5                        | 35,0               | 895,0 |
| 5.    | Gary Visconti        | Egyesült Államok (USA) | 5×5+                      | 14,5                        | 38,5               | 888,1 |
| 6.    | Jay Humphry          | Kanada (CAN)           | 5×6+                      | 24,5                        | 54,5               | 880,2 |
| 7.    | Patrick Péra         | Franciaország (FRA)    | 6×7+                      | 38,5                        | 62,0               | 874,0 |
| 8.    | Marián Filc          | Csehszlovákia (TCH)    | 5×9+                      | 39,5                        | 84,5               | 854,6 |
| 9.    | David McGillivray    | Kanada (CAN)           | 5×10+                     | 39,0                        | 87,0               | 855,3 |
| 10.   | Ondrej Nepela        | Csehszlovákia (TCH)    | 6×11+                     | 56,5                        | 93,5               | 848,4 |
| 11.   | Szergej Csetveruhin  | Szovjetunió (URS)      | 6×11+                     | 55,5                        | 92,0               | 847,6 |
| 12.   | Philippe Pelissier   | Franciaország (FRA)    | 5×11+                     | 44,5                        | 98,0               | 844,1 |
| 13.   | Haig Oundjian        | Nagy-Britannia (GBR)   | 6×13+                     | 71,0                        | 116,0              | 833,8 |
| 14.   | Günter Zöller        | NDK (GDR)              | 5×15+                     | 67,5                        | 133,5              | 821,8 |
| 15.   | Michael Williams     | Nagy-Britannia (GBR)   | 5×16+                     | 66,5                        | 142,0              | 813,1 |
| 16.   | Peter Krick          | NSZK (FRG)             | 5×16+                     | 75,0                        | 152,0              | 802,9 |
| 17.   | Szergej Volkov       | Szovjetunió (URS)      | 5×17+                     | 75,5                        | 150,0              | 808,0 |
| 18.   | Giordano Abbondati   | Olaszország (ITA)      | 5×18+                     | 81,0                        | 159,5              | 803,8 |
| 19.   | Higucsi Jutaka       | Japán (JPN)            | 5×19+                     | 84,0                        | 171,0              | 795,2 |
| 20.   | Jacques Mrozek       | Franciaország (FRA)    | 5×20+                     | 92,5                        | 186,5              | 783,1 |
| 21.   | Steve Hutchinson     | Kanada (CAN)           | 5×21+                     | 98,5                        | 191,0              | 771,1 |
| 22.   | Jürgen Eberwein      | NSZK (FRG)             | 7×22+                     | 141,5                       | 190,5              | 773,6 |
| 23.   | Günter Anderl        | Ausztria (AUT)         | 7×22+                     | 144,5                       | 192,0              | 775,4 |
| 24.   | Ébert Jenő           | Magyarország (HUN)     | 9×24+                     | 202,5                       | 202,5              | 764,2 |
| 25.   | Jan Hoffmann         | NDK (GDR)              | 5×25+                     | 122,5                       | 227,5              | 729,9 |
| 26.   | Higucsi Jutaka       | Japán (JPN)            | 7×26+                     | 177,0                       | 231,0              | 729,7 |
| 27.   | Thomas Callerud      | Svédország (SWE)       | 7×27+                     | 184,0                       | 240,0              | 704,0 |
| 28.   | I Kvangjong          | Dél-Korea (KOR)        | 9×28+                     | 250,0                       | 250,0              | 685,1 |

### Végeredmény
| Helyezés | Versenyző            | Nemzet                 | Helyezési pontszámok bírónként | Helyezési pontszámok bírónként | Helyezési pontszámok bírónként | Helyezési pontszámok bírónként | Helyezési pontszámok bírónként | Helyezési pontszámok bírónként | Helyezési pontszámok bírónként | Helyezési pontszámok bírónként | Helyezési pontszámok bírónként | Több. hely. száma | Több. hely. össz. | Hely. össz. | Pont    |
| Helyezés | Versenyző            | Nemzet                 | 1                              | 2                              | 3                              | 4                              | 5                              | 6                              | 7                              | 8                              | 9                              | Több. hely. száma | Több. hely. össz. | Hely. össz. | Pont    |
| -------- | -------------------- | ---------------------- | ------------------------------ | ------------------------------ | ------------------------------ | ------------------------------ | ------------------------------ | ------------------------------ | ------------------------------ | ------------------------------ | ------------------------------ | ----------------- | ----------------- | ----------- | ------- |
| Arany    | Wolfgang Schwarz     | Ausztria (AUT)         | 1,0                            | 1,0                            | 1,0                            | 2,0                            | 1,0                            | 1,0                            | 2,0                            | 2,0                            | 2,0                            | 5×1+              | 5                 | 13          | 1904,10 |
| Ezüst    | Tim Wood             | Egyesült Államok (USA) | 3,0                            | 2,0                            | 2,0                            | 1,0                            | 3,0                            | 3,0                            | 1,0                            | 1,0                            | 1,0                            | 6×2+              | 8                 | 17          | 1891,60 |
| Bronz    | Patrick Péra         | Franciaország (FRA)    | 4,0                            | 3,0                            | 3,0                            | 3,0                            | 4,0                            | 4,0                            | 3,0                            | 4,0                            | 3,0                            | 5×3+              | 15                | 31          | 1864,50 |
| 4.       | Emmerich Danzer      | Ausztria (AUT)         | 2,0                            | 4,0                            | 4,0                            | 4,0                            | 2,0                            | 2,0                            | 4,0                            | 3,0                            | 4,0                            | 9×4+              | 29                | 29          | 1873,00 |
| 5.       | Gary Visconti        | Egyesült Államok (USA) | 7,0                            | 6,0                            | 8,0                            | 5,0                            | 5,0                            | 5,0                            | 5,0                            | 5,0                            | 6,0                            | 5×5+              | 25                | 52          | 1810,20 |
| 6.       | John Misha Petkevich | Egyesült Államok (USA) | 8,0                            | 5,0                            | 5,0                            | 6,0                            | 8,0                            | 6,0                            | 7,0                            | 6,0                            | 5,0                            | 6×6+              | 33                | 56          | 1806,20 |
| 7.       | Jay Humphry          | Kanada (CAN)           | 5,0                            | 7,0                            | 7,0                            | 9,0                            | 7,0                            | 8,0                            | 6,0                            | 7,0                            | 7,0                            | 7×7+              | 46                | 63          | 1795,00 |
| 8.       | Ondrej Nepela        | Csehszlovákia (TCH)    | 6,0                            | 9,0                            | 6,0                            | 7,0                            | 6,0                            | 11,0                           | 9,0                            | 8,0                            | 8,0                            | 6×8+              | 41                | 70          | 1772,80 |
| 9.       | Szergej Csetveruhin  | Szovjetunió (URS)      | 10,0                           | 13,0                           | 9,0                            | 8,0                            | 11,0                           | 13,0                           | 8,0                            | 11,0                           | 10,0                           | 5×10+             | 45                | 93          | 1737,00 |
| 10.      | Marián Filc          | Csehszlovákia (TCH)    | 12,0                           | 11,0                           | 10,0                           | 11,0                           | 12,0                           | 12,0                           | 10,0                           | 10,0                           | 9,0                            | 6×11+             | 61                | 97          | 1734,20 |
| 11.      | Günter Zöller        | NDK (GDR)              | 9,0                            | 10,0                           | 11,0                           | 13,0                           | 10,0                           | 9,0                            | 13,0                           | 13,0                           | 12,0                           | 5×11+             | 49                | 100         | 1727,90 |
| 12.      | Peter Krick          | NSZK (FRG)             | 11,0                           | 12,0                           | 12,0                           | 14,0                           | 9,0                            | 14,0                           | 12,0                           | 9,0                            | 11,0                           | 7×12+             | 76                | 104         | 1723,20 |
| 13.      | Philippe Pelissier   | Franciaország (FRA)    | 13,0                           | 8,0                            | 13,0                           | 10,0                           | 13,0                           | 15,0                           | 14,0                           | 14,0                           | 14,0                           | 5×13+             | 57                | 114         | 1706,00 |
| 14.      | Giordano Abbondati   | Olaszország (ITA)      | 14,0                           | 14,0                           | 14,0                           | 15,0                           | 14,0                           | 10,0                           | 11,0                           | 12,0                           | 13,0                           | 8×14+             | 102               | 117         | 1690,90 |
| 15.      | Michael Williams     | Nagy-Britannia (GBR)   | 15,0                           | 19,0                           | 17,0                           | 16,0                           | 16,0                           | 16,0                           | 15,0                           | 15,0                           | 18,0                           | 6×16+             | 93                | 147         | 1650,90 |
| 16.      | David McGillivray    | Kanada (CAN)           | 17,0                           | 16,0                           | 15,0                           | 12,0                           | 19,0                           | 7,0                            | 16,0                           | 20,0                           | 17,0                           | 5×16+             | 66                | 139         | 1663,70 |
| 17.      | Haig Oundjian        | Nagy-Britannia (GBR)   | 16,0                           | 17,0                           | 20,0                           | 18,0                           | 15,0                           | 17,0                           | 18,0                           | 18,0                           | 15,0                           | 5×17+             | 80                | 154         | 1639,50 |
| 18.      | Szergej Volkov       | Szovjetunió (URS)      | 18,0                           | 15,0                           | 16,0                           | 23,0                           | 17,0                           | 18,0                           | 19,0                           | 16,0                           | 16,0                           | 5×17+             | 80                | 158         | 1632,00 |
| 19.      | Ébert Jenő           | Magyarország (HUN)     | 20,0                           | 21,0                           | 21,0                           | 20,0                           | 20,0                           | 20,0                           | 20,0                           | 17,0                           | 21,0                           | 6×20+             | 117               | 180         | 1595,40 |
| 20.      | Jacques Mrozek       | Franciaország (FRA)    | 21,0                           | 18,0                           | 18,0                           | 21,0                           | 21,0                           | 22,0                           | 17,0                           | 21,0                           | 20,0                           | 8×21+             | 157               | 179         | 1601,00 |
| 21.      | Higucsi Jutaka       | Japán (JPN)            | 23,0                           | 23,0                           | 23,0                           | 17,0                           | 23,0                           | 21,0                           | 21,0                           | 19,0                           | 19,0                           | 5×21+             | 97                | 189         | 1584,00 |
| 22.      | Steve Hutchinson     | Kanada (CAN)           | 19,0                           | 22,0                           | 19,0                           | 22,0                           | 22,0                           | 19,0                           | 24,0                           | 22,0                           | 24,0                           | 7×22+             | 145               | 193         | 1578,30 |
| 23.      | Günter Anderl        | Ausztria (AUT)         | 22,0                           | 20,0                           | 22,0                           | 19,0                           | 18,0                           | 24,0                           | 22,0                           | 24,0                           | 22,0                           | 7×22+             | 145               | 193         | 1574,70 |
| 24.      | Jürgen Eberwein      | NSZK (FRG)             | 24,0                           | 25,0                           | 24,0                           | 24,0                           | 24,0                           | 25,0                           | 23,0                           | 25,0                           | 25,0                           | 5×24+             | 119               | 219         | 1530,30 |
| 25.      | Higucsi Jutaka       | Japán (JPN)            | 25,0                           | 24,0                           | 25,0                           | 25,0                           | 25,0                           | 23,0                           | 25,0                           | 23,0                           | 23,0                           | 9×25+             | 218               | 218         | 1529,60 |
| 26.      | Jan Hoffmann         | NDK (GDR)              | 26,0                           | 28,0                           | 26,0                           | 26,0                           | 26,0                           | 26,0                           | 26,0                           | 27,0                           | 27,0                           | 6×26+             | 156               | 238         | 1437,80 |
| 27.      | Thomas Callerud      | Svédország (SWE)       | 27,0                           | 26,0                           | 27,0                           | 27,0                           | 27,0                           | 28,0                           | 27,0                           | 26,0                           | 26,0                           | 8×27+             | 213               | 241         | 1399,30 |
| 28.      | I Kvangjong          | Dél-Korea (KOR)        | 28,0                           | 27,0                           | 28,0                           | 28,0                           | 28,0                           | 27,0                           | 28,0                           | 28,0                           | 28,0                           | 9×28+             | 250               | 250         | 1360,30 |